# Джемісон (Алабама)
Джемісон (англ. Jemison) — місто (англ. city) в США, в окрузі Чилтон штату Алабама. Населення — 2642 особи (2020).

## Історія
Джемісон набуло статусу міста в 1907 році. Названо на честь полковника Роберта Джемісона молодшого (англ. Robert Jemison, Jr.) — одного з провідних розрбудовників штату Алабама.

## Географія
Джемісон розташований на геологічному кінці хребта Аппалачі в самому центрі штату Алабама за координатами 32°58′15″ пн. ш. 86°43′59″ зх. д. / 32.97083° пн. ш. 86.73306° зх. д. (32.970705, -86.733070).  За даними Бюро перепису населення США в 2010 році місто мало площу 29,17 км², з яких 28,98 км² — суходіл та 0,19 км² — водойми.

## Демографія
Згідно з переписом 2010 року, у місті мешкало 2585 осіб у 997 домогосподарствах у складі 733 родин. Густота населення становила 89 осіб/км².  Було 1096 помешкань (38/км²).
Расовий склад населення:
| - 77,8 % — білих - 17,7 % — чорних або афроамериканців - 0,2 % — вихідців з тихоокеанських островів - 0,1 % — корінних американців - 0,1 % — азіатів - 3,1 % — осіб інших рас |

До двох чи більше рас належало 1,0 %. Частка іспаномовних становила 7,0 % від усіх жителів.
За віковим діапазоном населення розподілялося таким чином: 25,2 % — особи молодші 18 років, 60,7 % — особи у віці 18—64 років, 14,1 % — особи у віці 65 років та старші. Медіана віку мешканця становила 38,7 року. На 100 осіб жіночої статі у місті припадало 94,9 чоловіків;  на 100 жінок у віці від 18 років та старших — 89,7 чоловіків також старших 18 років.
Середній дохід на одне домашнє господарство  становив 48 941 долар США (медіана — 38 500), а середній дохід на одну сім'ю — 57 900 доларів (медіана — 50 893). Медіана доходів становила 39 667 доларів для чоловіків та 25 288 доларів для жінок. За межею бідності перебувало 24,9 % осіб, у тому числі 37,4 % дітей у віці до 18 років та 10,6 % осіб у віці 65 років та старших.
Цивільне працевлаштоване населення становило 1075 осіб. Основні галузі зайнятості: будівництво — 25,3 %, освіта, охорона здоров'я та соціальна допомога — 20,9 %, роздрібна торгівля — 11,7 %, виробництво — 9,6 %.